# 워싱턴주의 기

워싱턴 주의 기

워싱턴의 기는 워싱턴주의 깃발이다. 녹색 바탕에 조지 워싱턴의 초상화로 이루어진 워싱턴 주의 문장이 새겨져 있는 형태의 기이다.